# 板杉镇
板杉乡，是中华人民共和国湖南省株洲市醴陵市下辖的一个乡镇级行政单位。

## 行政区划
板杉乡下辖以下地区：
土株岭村、杨家湾村、竹花山村、上坪村、红光村、夏坪桥村、长坡口村、黄塘村、大石桥村、古城村、耿境村、流碧桥村、东冲铺村、唐家冲村、擂鼓桥村、八步桥村、大屋垅村、枫树桥村和寨下村。